# Hermann Joseph Muller
Hermann Joseph Muller (New York, 1890. december 21. – Indianapolis, 1967. április 5.) amerikai genetikus. 1946-ban elnyerte a fiziológiai Nobel-díjat, mert felfedezte, hogy a röntgensugárzás mutációkat okoz az élő szervezetekben. Több évet töltött a sztálinista Szovjetunióban, harcolt a spanyol polgárháborúban, a második világháború után pedig az atomkísérletek betiltásáért küzdött.  

## Tanulmányai
Hermann Muller 1890. december 21-én született New Yorkban, apja id. Hermann Joseph Muller kovács-kézműves, anyja Frances Muller (lánykori nevén Lyons) volt. Apai nagyszülei katolikus németek voltak, akik 1848 után vándoroltak ki a Rajna-vidékről, anyai nagyszülei pedig Angliából költöztek az Egyesült Államokba (az ő őseik spanyol és portugál zsidók voltak, akik több generációval korábban menekültek az inkvizíció elől Angliába).
Muller Harlemben nevelkedett, itt járt általános iskolába, a középiskolát pedig a bronxi Morris High Schoolban végezte el. Itteni kiváló eredményei miatt elnyert egy ösztöndíjat amivel 1907-ben beiratkozhatott a Columbia Egyetemre. A neves egyetem tandíja így is megterhelte a család költségvetését és Muller nyaranként banki küldöncként vagy szállodaportásként dolgozott.
Az egyetemen elsősorban a biológia, különösen pedig az akkor még csak szárnyait bontogató genetika iránt érdeklődött. Az egyik tanára a neves biológus és genetikus, Edmund Wilson volt. Muller 1909-ben biológiai diákklubot is alapított.
1911-ben megszerezte a B.A. fokozatot és ösztöndíjjal a Cornell Egyetemen kezdett idegélettant tanulni. Eközben bekapcsolódott Thomas Morgan genetikai laboratóriumának munkájába is és nehéz anyagi helyzete miatt továbbra is mellékállásokat vállalt, például friss bevándoroltaknak tanított angolt. A laboratóriumban sok vitája volt a többi ott dolgozó diákkal és Morgannal, mert Muller úgy érezte, hogy nem értékelik az ötleteit, míg Morgan szerint maga az ötlet kísérleti alátámasztás nélkül nem sok ért. 1912-től Muller tényleges kísérleti munkát is végzett Morgan Drosophiláival és 1915-ben benyújtott disszertációját is a crossing-overről írta.

## Posztdoktori munkája

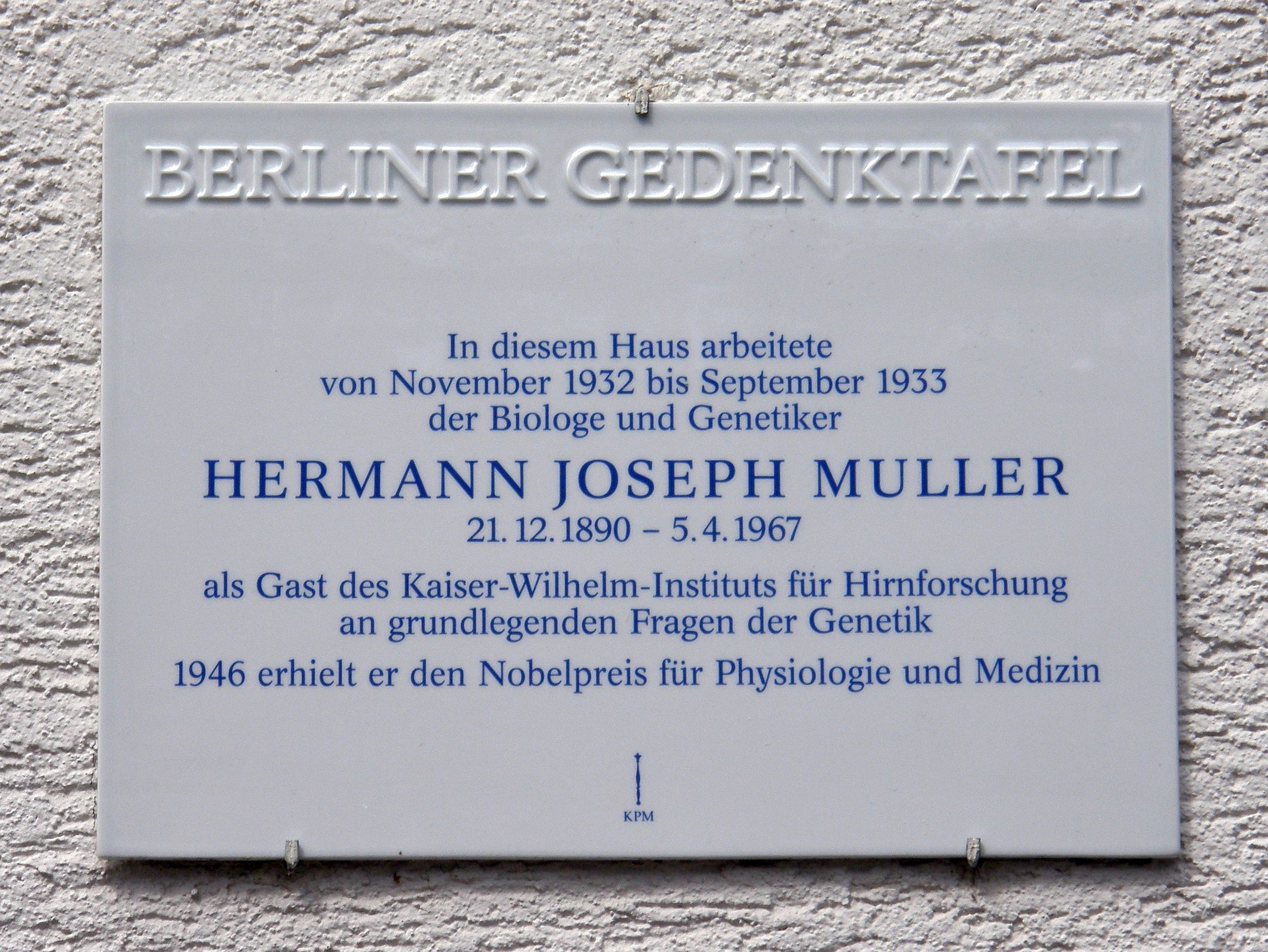
H. J. Muller emléktáblája Berlinben

1914-ben Julian Huxley meghívta Mullert a houstoni Rice Intézetbe, ahol 1915-től különböző biológiai tárgyakat oktatott és folytatta mutációs kísérleteit a muslicákkal. Huxley 1916-ban hazatért Angliába, hogy a hadsereg hírszerzésében harcoljon a németek ellen, Mullert pedig Morgan 1918-ban visszacsábította New Yorkba, mivel tanítványai és munkatársai nagy része szintén a világháborúban küzdött. A háború után, 1920-ban Muller visszaért Texasba, de nem Houstonba, hanem az austini Texasi Egyetemre, ahol adjunktusként, majd 1925-től professzorként dolgozott. Ekkori munkája főleg a letális mutációkra és a recesszív mutációk felhalmozódására irányult. 1923-ban megnősült, Jessie Marie Jacobsot vette feleségül.
Muller lelkes híve volt az eugenikának, az emberiség genetikai úton való jobbításának.
Ekkoriban már nyíltan hangoztatta baloldali politikai nézeteit, egyenlőséget követelt az elnyomott osztályoknak, a színesbőrűeknek és nőknek. Jó kapcsolatot ápolt a kommunista párttal, bár soha nem lépett be.

## A röntgensugárzás mutagén hatása
Morgan laboratóriumában már 1910 körül próbálkoztak radioaktív sugárzással mutációkat létrehozni és Muller 1923-ban további próbákat tett a rádiummal, de az eredmények megbízhatatlanok voltak és a muslicák nagy részét sterilizálta a sugárzás. 1926-ban újabb kísérletsorozatba kezdett, különböző vegyi anyagok mutációindukáló hatását vizsgálta, majd a Drosophilákat változó erősségű röntgensugárzásnak tette ki. Ezzel drasztikus eredményeket ért el, ahogyan a következő évi közleményében olvasható, akár 150-szeresre is tudta növelni a mutációs rátát. Muller egy csapásra nemzetközi hírnévre tett szert.    

## Muller külföldön
A következő években Muller élete komoly krízisbe jutott, házassága válságba került, kollégáival összeveszett és az FBI is nyomozott utána baloldali nézetei miatt. 1932-ben nyugtatótúladagolással öngyilkosságot is megkísérelt. Felmondta állását és Berlinbe utazott, hogy a Szovjetunióból kivándorolt Nyikolaj Tyimofejev-Reszovszkijjal dolgozhasson együtt. 1933-ban Hitlert kancellárrá választották és a nácik összetörték a szerintük kommunista vezetésű intézet berendezését. Muller Ny. I. Vavilov meghívására a Szovjetunióba, Leningrádba utazott. Feleségével is kibékült (1935-ben végül mégis elváltak) aki fiával, David Eugene-nal együtt elkísérte. Három és fél évig maradt a Szovjetunióban, előbb Leningrádban, majd Moszkvában, ahol eleinte minden támogatást megkapott, de aztán Vavilovot Trofim Liszenko előretörésével kezdték ellehetetleníteni. Miután 1937-ben egy gyűlésen nyilvánosan sámánnak és kuruzslónak nevezte Liszenkót, barátai tanácsára elhagyta a Szovjetuniót. Erre az egyetlen lehetősége az volt, hogy önkéntesként jelentkezett a spanyolországi polgárháború nemzetközi brigádjába. Miután túlélte Madrid ostromát, Edinburgh-ban talált állást egy ismerősénél, az egyetem Állatgenetikai Intézetében.  

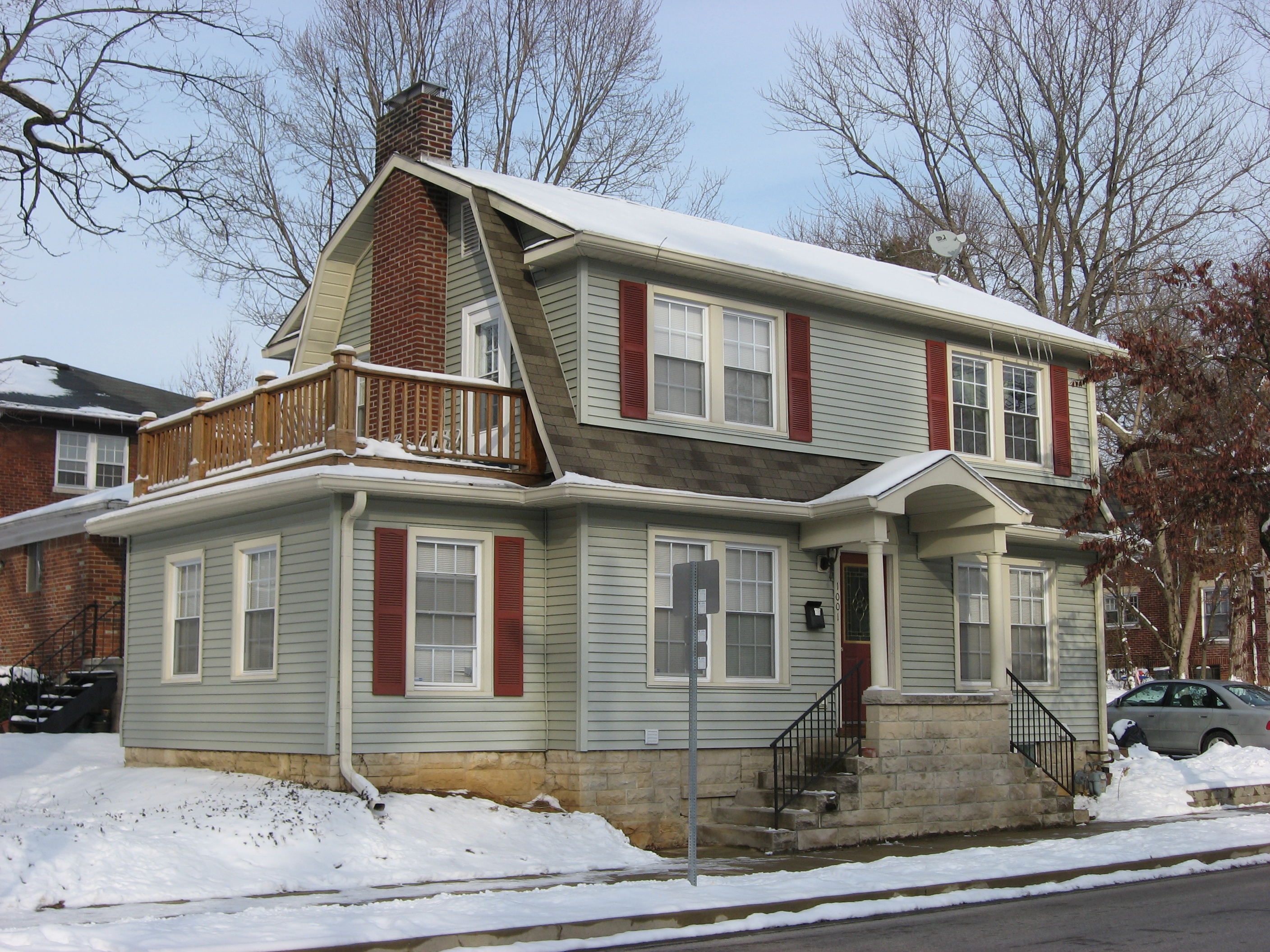
Hermann Muller háza az indianai Bloomingtonban

1939-ben újból megházasodott, Dorothea Kantorowiczot vette feleségül. Egy lányuk született, Helen Juliette.
A második világháború kitörése véget vetett a nem katonai célú kutatásoknak Angliában és Muller visszatért az Egyesült Államokba ahol a massachusettsi Amherst College-ben kapott ideiglenes szerződést. Szerződését nem hosszabbították meg és 1945-ben csak nagy nehézségek árán tudott tanári állást találni az Indianai Egyetemen. 

## A Nobel-díj és politikai aktivitása
1946-ban, miután harmadszor jelölték, Muller orvostudományi Nobel-díjban részesült a röntgensugarak mutagén hatásának felfedezéséért. A kitüntetés jelentősen javított társadalmi és akadémiai megítélésén, de a hirosimai és nagaszaki bombázás és a hidegháború atomkísérletei is a sugárzás mutációokozó hatásai felé terelték a közvélemény figyelmét, amiben Muller nemzetközi szaktekintélynek számított. Egymást követték a radioaktív csapadék miatt kitörő botrányok és Muller a nukleáris kísérletek és atomfegyverek elleni harc egyik élharcosává vált. 1955-ben egyike volt a 11 neves tudósnak, aki aláírta a Russel-Einstein manifesztumot 1958-ban pedig aláírta Linus Pauling ENSZ-kiáltványát, amelyben követelték a nukleáris fegyverkísérletek betiltását.
Hermann Muller 1964-ben visszavonult, 1967. április 5-én pedig Indianapolisban, 76 éves korában elhunyt.